# 三星甘泉寺
24°39′25″N 121°39′00″E / 24.657077°N 121.649911°E
三星甘泉寺，是位於臺灣宜蘭縣三星鄉集慶村的觀音寺，有一尊編號十六號的西國三十三所靈場觀音像。

## 歷史沿革
此寺建於日治時期，歷經三次遷移。最初是鄉民黃石屘奉祀觀音，至晚年將神像安奉於茶寮，後來房前噴出湧泉，信徒認為有治療效果。日本人小島次郎的妻子因感謝痼疾，即贈「靈籤有準」匾。
之後，神像暫厝於月眉湖的黎姓人家，不久湧泉即息，地方仕紳黃景堯、陳阿冬、林元成遂發起建寺供奉，經租現址建草屋，取名「甘泉寺」。以農曆九月十九日觀音菩薩出家紀念日為其廟慶。寺地位距離三星市場往後山前行的約一公里處。寺旁是水源地，設有自來水淨水場，1920年代供奉宜蘭西國三十三所靈場的觀音像，上面寫著「清水寺，第16番」等字樣，當地民眾認為此觀音很有靈感。之後，信徒將該觀音像從水源地移到寺中祭拜。
1968年草屋受損，信眾捐獻，陸續加建禪房、拜亭及廁所。寺院採木造，採古式建法，梁柱都是接榫。1999年，地主林土玉贈土地300坪，寺方再購地400坪，即發起重建。由三星鄉長吳順亮擔任改建委員會主任委員。
2005年改建時，當時日本收藏家和宜蘭縣政府文化局，都表示有意收藏舊廟的棟梁窗欞，但寺方表示婉拒，說要另外建闢建一間房展示。

## 相關圖集

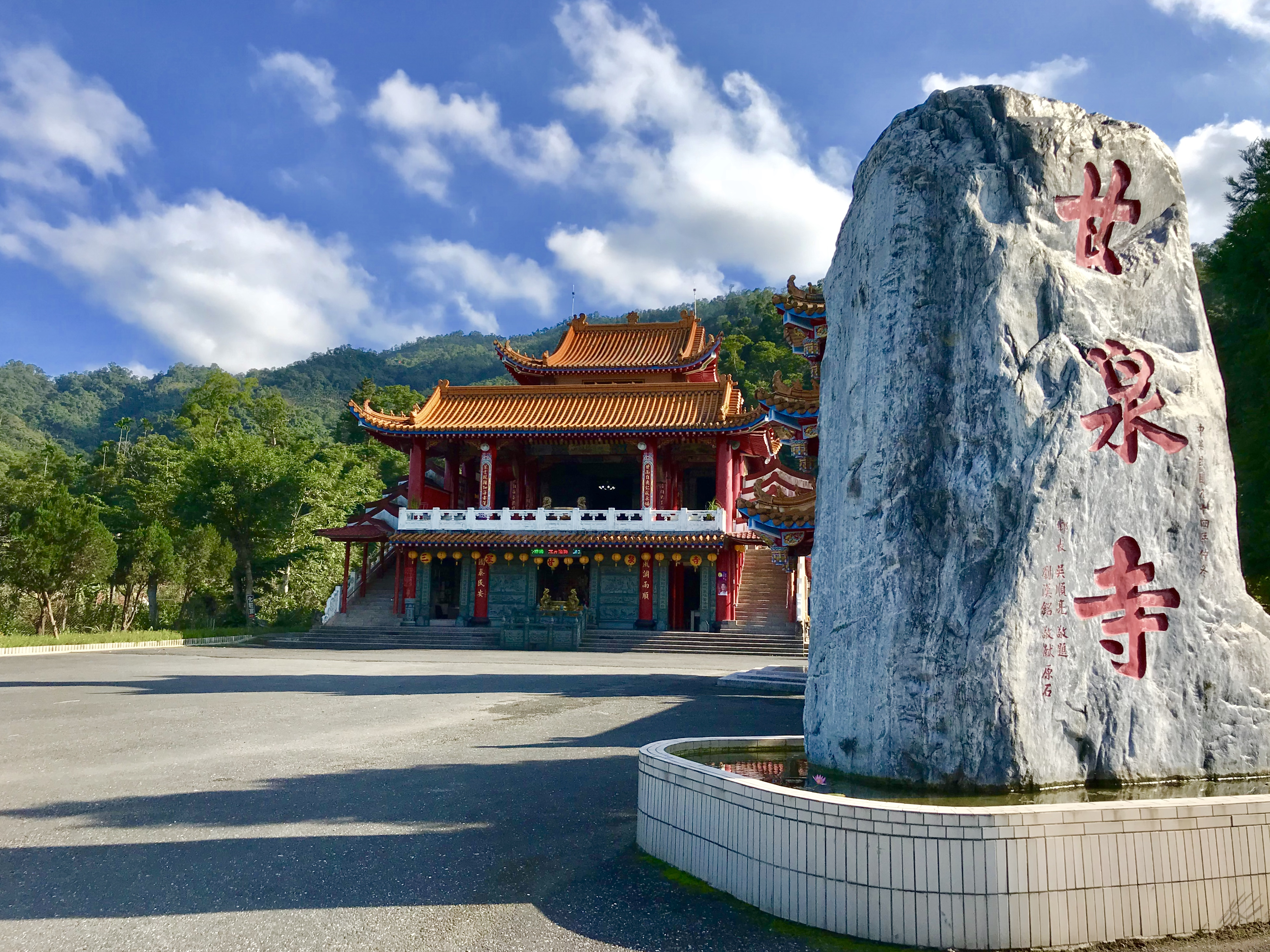
寺身
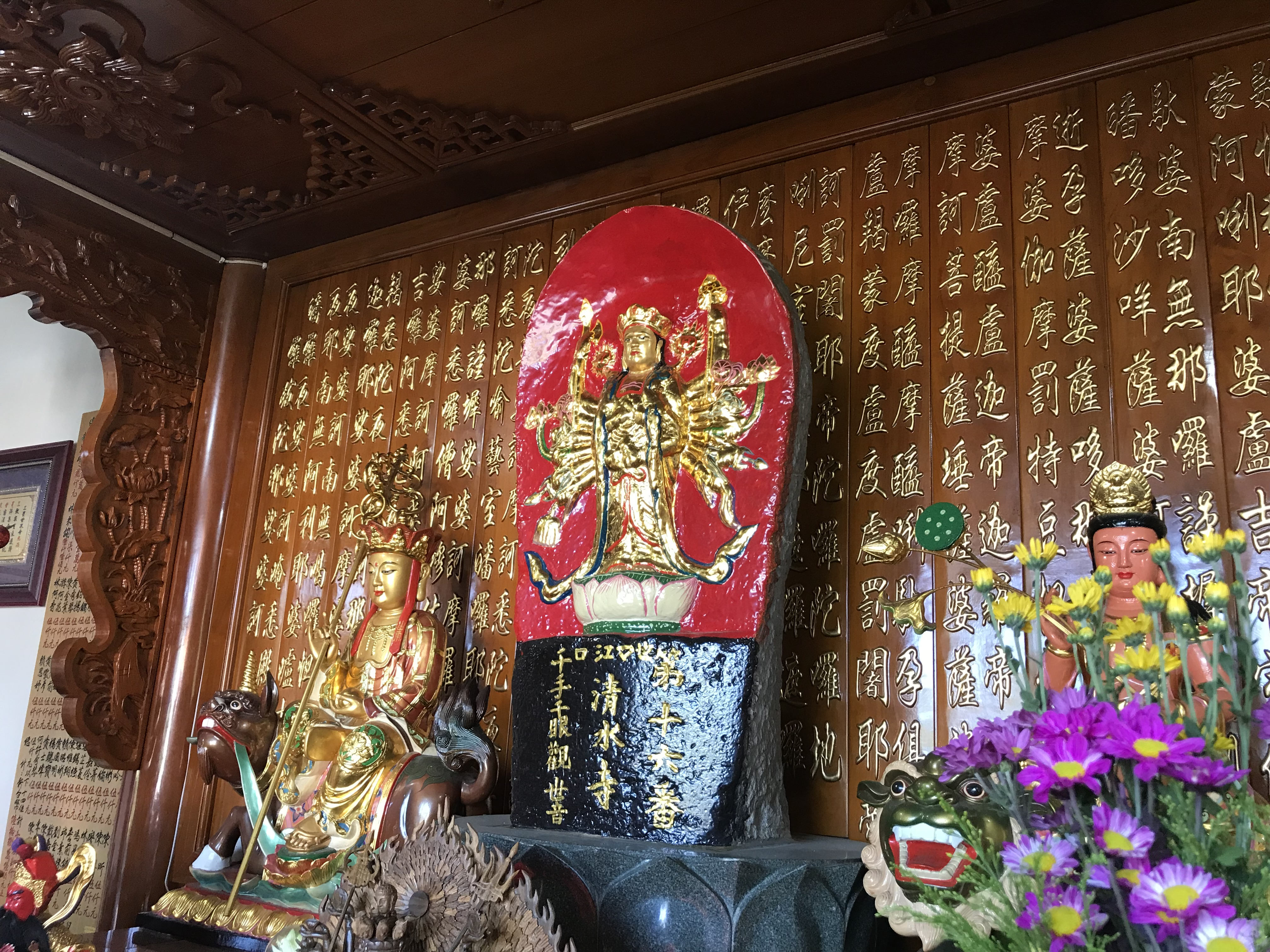
西國三十三所靈場千手觀世音
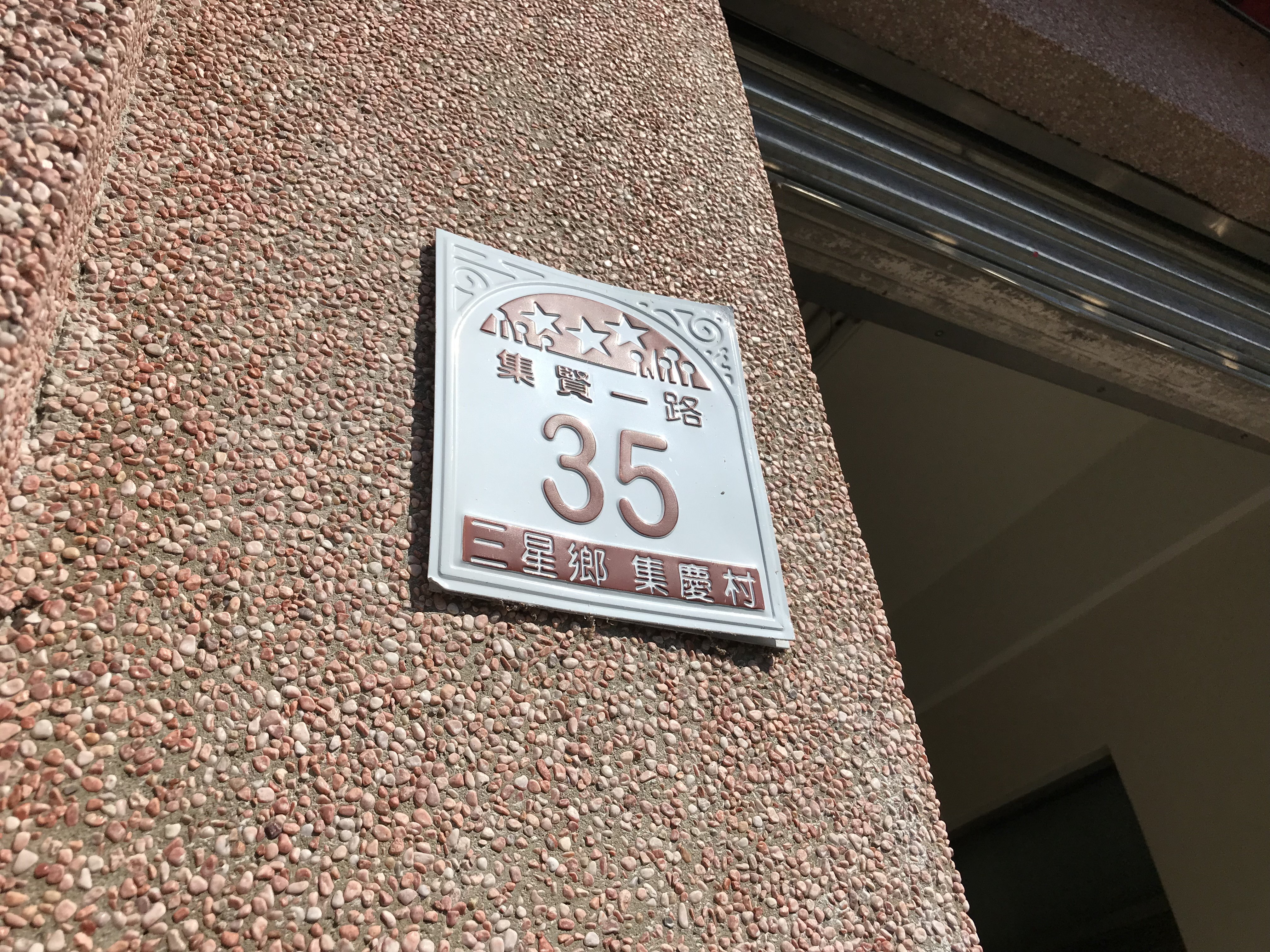
門牌為集慶村集賢一路35號。
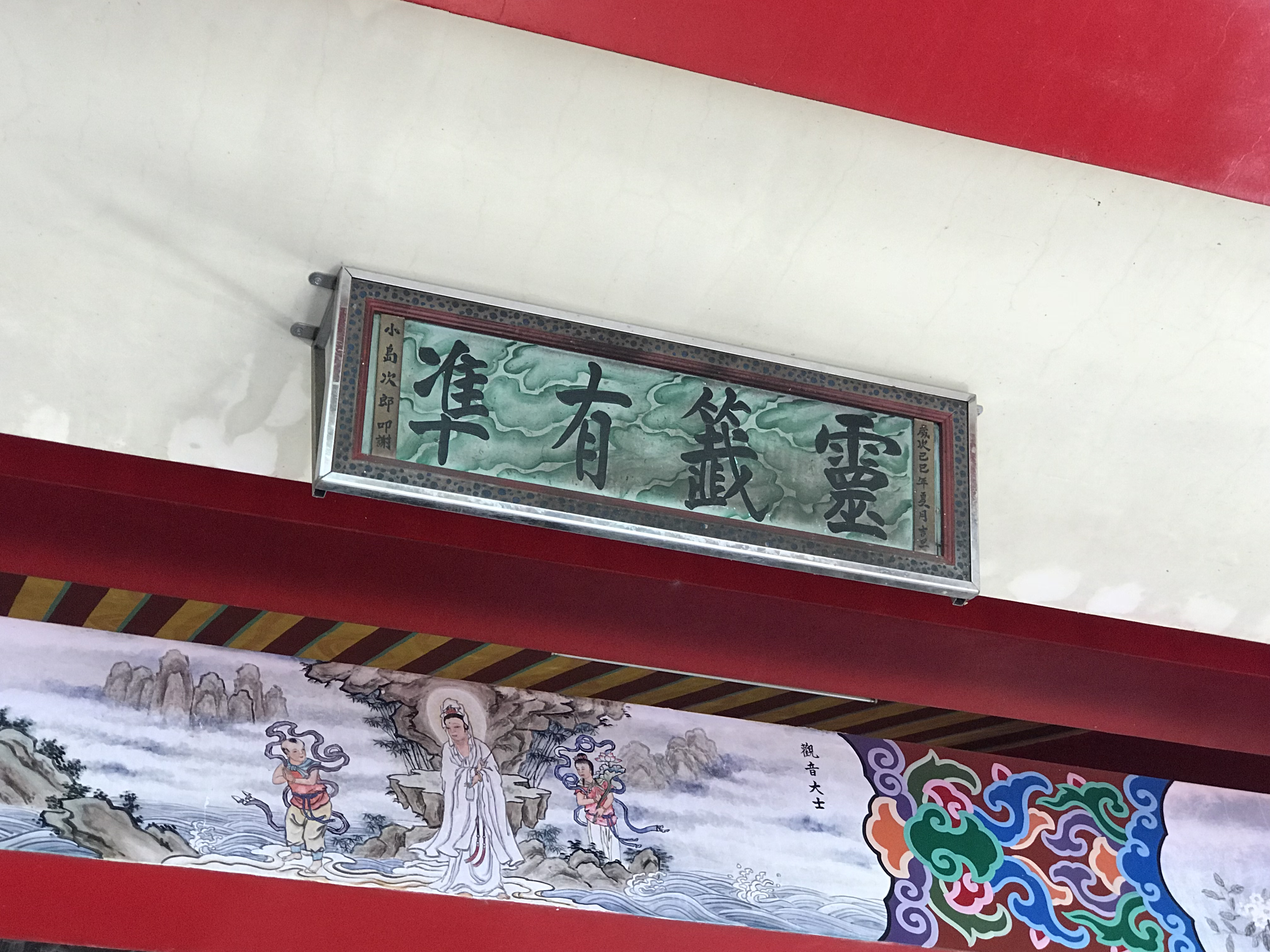
「靈籤有準」匾額
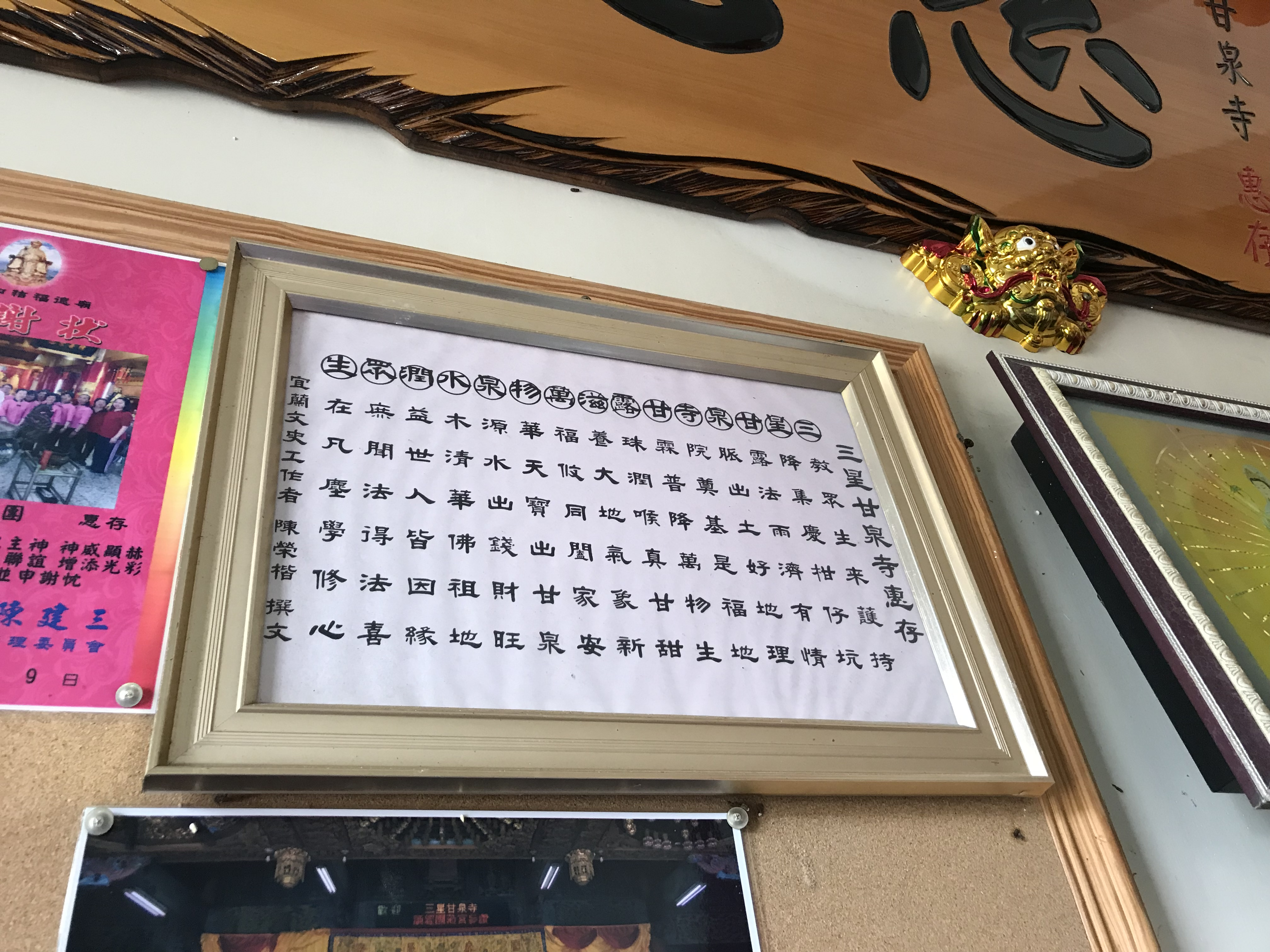
陳榮楷贈送的藏頭詩。